# Burro (calefactor)

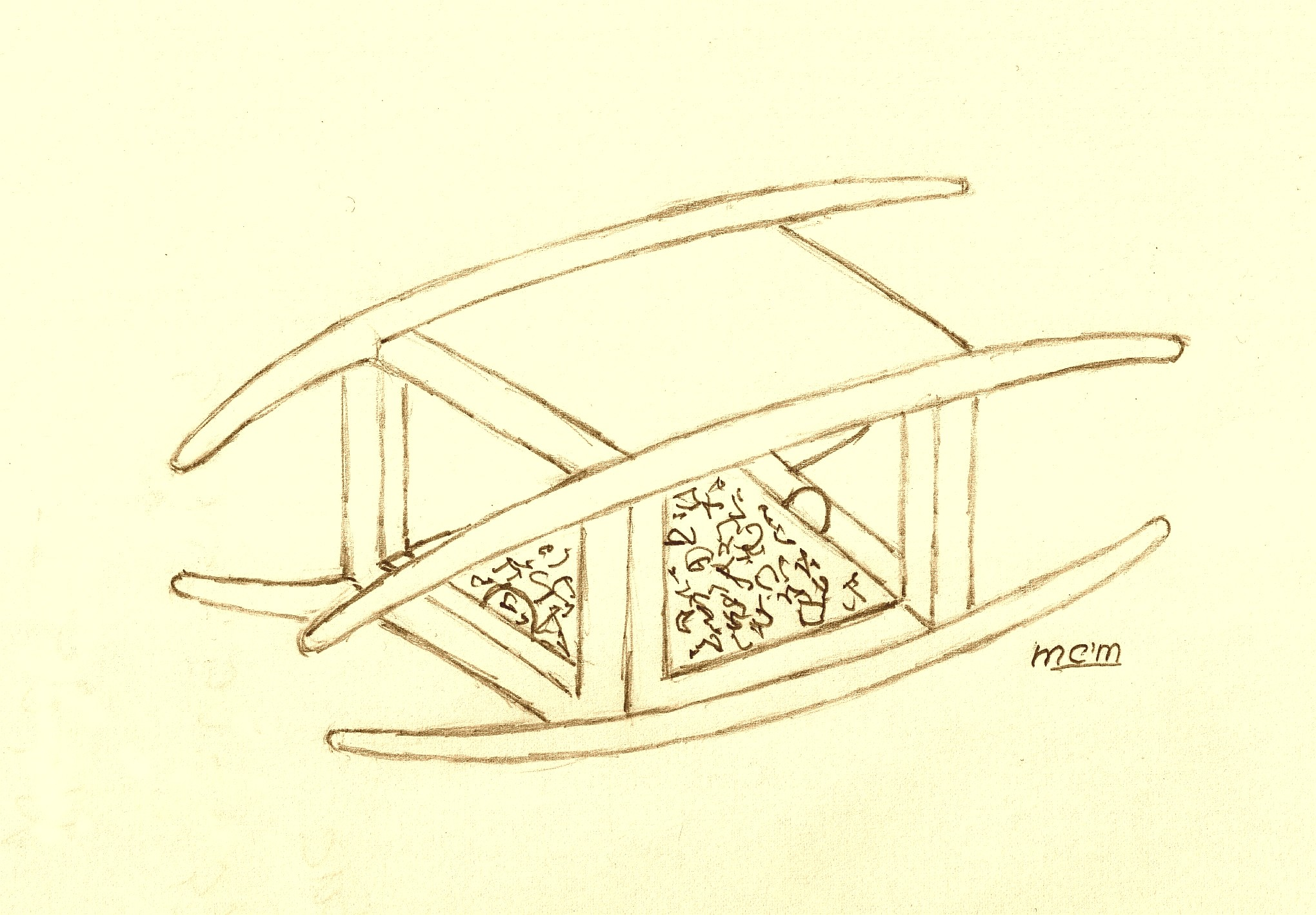
Burro escalfa-llits català

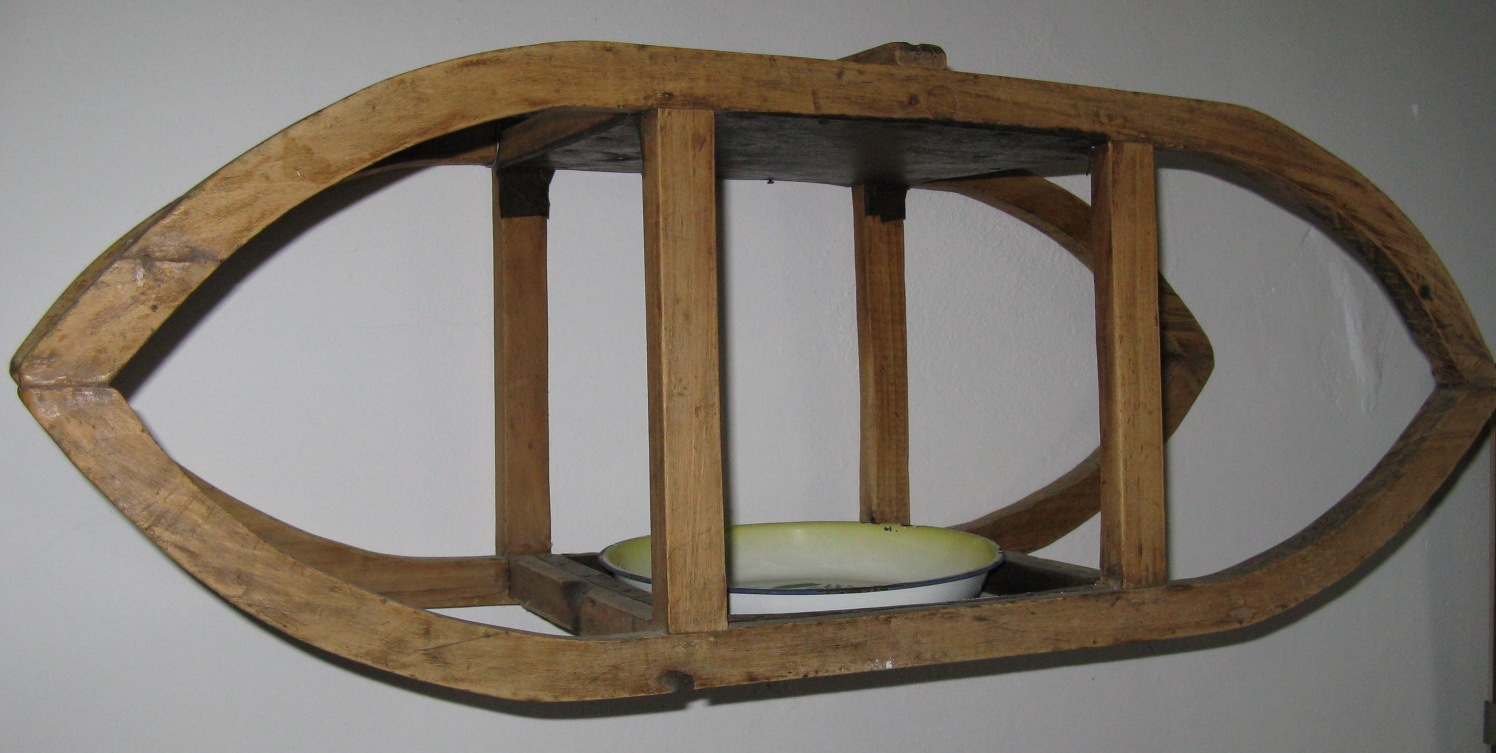
Burro antic.

Un escalfallits o burro és un braser especial que s'usava per a escalfar els llits que s'utilitzava antigament (segles XVII al XX). Els burros tenien una safata en la part inferior on es dipositava el braser, mantenint les brases a l'interior del llit per tal d'escalfar els llençols i l'altra roba de llit abans d'anar a descansar i poder dormir després amb una temperatura més confortable.
De fet, es feien en forma de carruatge amb una estructura de fusta (en anglès s'anomenen bed wagons), de la mida aproximada d'una persona dormint en posició fetal (o agenollada, d'aquí els termes monjo al Rosselló, monge en occità, moine en francès i monaco en italià), formant una cambra d'aire revestida interiorment amb fulla de llauna, dins de la que s'hi podia introduir un braser o bé un recipient amb brases incandescents que generaven escalfor sense perill de calar foc, ja que la seva estructura impedia que els llençols o altres materials inflamables entressin en contacte directe amb el caliu i es pogués de comunicar el foc a la roba del llit (tot i que calia anar amb cura amb les guspires).
La gradual introducció d'estufes i altres sistemes de calefacció en els habitatges, i l'aparició de mecanismes específics i menys perillosos per escalfar el llit (p. ex.: l'estoreta elèctrica, la bossa d'aigua calenta, etc.) els han fet desaparèixer de la llar domèstica en les darreres dècades, quedant-ne tan sols exemples en alguns museus etnològics.

## Etimologia
Alguns autors diuen que van prendre el nom de burros, de la seva forma, que segons el Coromines és un tipus de biga. Altres opinen que se'ls va donar el nom de burros perquè, substituïen de nit l'escalfor animal de la parella al llit. A Castella tenien el maridillo, per escalfar sota la faldilla de les dones, i la tumbilla.
Hi havia unes altres variants d'escalfador de llit que eren unes caixetes de coure ben polides, amb un mànec llarg i una tapa enreixada per deixar sortir l'escalfor, que es refregaven per dintre el llit per escalfar-lo, tanmateix, en el sistema català es deixava estàtic dins del llit.